# Ruta Estatal de Arizona 564
La Ruta Estatal de Arizona 564, y abreviada SR 564 (en inglés: Arizona State Route 564) es una carretera estatal estadounidense ubicada en el estado de Arizona. La carretera inicia en el sur desde la US 160  hacia el norte cerca del Monumento Nacional Navajo. La carretera tiene una longitud de 14,7 km (9.16 mi).

## Mantenimiento
Al igual que las autopistas interestatales, y las rutas federales y el resto de carreteras estatales, la Ruta Estatal de Arizona 564 es administrada y mantenida por el Departamento de Transporte de Arizona por sus siglas en inglés ADOT.